# Józefowo (powiat braniewski)
Józefowo (niem. Josephsau) – osada w Polsce położona w województwie warmińsko-mazurskim, w powiecie braniewskim, w gminie Braniewo.
Znajduje się w historycznym regionie Warmia. Do 1954 w granicach Braniewa. W latach 1975–1998 miejscowość administracyjnie należała do województwa elbląskiego.
W miejscowości działało Państwowe Gospodarstwo Rolne.
- Józefowo. braniewo-ug.bil-wm.pl. [zarchiwizowane z tego adresu (2007-09-30)].